# 福島県道28号本宮三春線
福島県道28号本宮三春線（ふくしまけんどう28ごう もとみやみはるせん）は、福島県本宮市と田村郡三春町を繋ぐ県道（主要地方道）である。

## 概要

### 路線データ
- 総延長：14.174 km
  - 実延長：14.174 km[1]
- 起点：本宮市本宮字舘町[2]
- 終点：田村郡三春町字大町

## 歴史
- 1971年6月26日 - 建設省告示第1069号が公布され、福島県道石筵本宮線の一部、須賀川二本松線の一部、本宮三春線が主要地方道本宮三春線に指定され、福島県によって県道路線に認定される[3]。
- 1993年（平成5年）5月11日 - 建設省から、県道本宮三春線が本宮三春線として主要地方道に指定される[4]。
- 2024年（令和6年）3月16日 - 高木工区（本宮市高木、1.36 km）が開通する[5]。

## 路線状況

### 重用路線
- 福島県道355号須賀川二本松線（本宮市本宮字仲町 - 同市本宮字中條）
- 福島県道73号二本松金屋線（本宮市本宮字中條 - 同市高木字舟場）
- 福島県道40号飯野三春石川線（田村郡三春町平沢字担橋 - 同郡同町大町）

### バイパス
高木工区
- 起点：本宮市高木字辻
- 終点：本宮市糠沢字西笹田
- 全長：1.36km

高木地区の狭隘区間を解消し、車両や歩行者の安全を確保するとともに、旧本宮町と旧白沢村との間の道路交通の利便性を向上させるために、2010年度より市町村合併支援道路整備事業として事業化され、2024年3月16日15時より供用が開始された。。供用により安達橋東側での屈曲が解消され、阿武隈川西岸と一直線上に結ばれることとなった。旧道は2025年4月1日に区域指定が解除された

### 道路施設
安達橋
作原橋
- 全長：10m
- 幅員：9m
- 竣工：1957年

作原橋側道橋
- 全長：11.0m
- 幅員：3.0m
- 形式：PC単純プレテン軽スラブ桁橋
- 竣工：2004年
- 総工費：2300万円

本宮市糠沢字原から字作に跨り、一級水系阿武隈川水系仲川を渡る。橋上は上下対向2車線で供用されており、歩道が設置されていなかったため、交通安全施設等整備事業により下り線側に側道橋が建設された。。
陣橋
- 全長：18.6m
- 幅員：7.0m
- 竣工：1975年[9]

郡山市西田町土棚字式部内にて一級水系阿武隈川水系白岩川を渡る。橋上は上下対向2車線で供用され、歩道は設置されていない。
三春跨線橋
- 全長：153.725ｍ
  - 主径間：44.853ｍ
- 幅員：7.25（9.75）m
- 形式：2径間連続合成鋼鈑桁橋＋RC床版橋＋単純鋼床版箱桁橋＋単純合成鋼鈑桁橋（計5径間）
- 竣工：1986年度

田村郡三春町平沢字担橋、担橋2丁目から担橋1丁目、八島台1丁目に至り、JR磐越東線と周辺の町道を渡る。大型車のすれ違いが困難な狭隘区間であった本宮街道踏切の立体化のため、地方道踏切除却事業として建設された。総事業費は10億200万円。橋上にて福島県道40号と丁字路で合流し、以後重用区間となる。
担橋
- 全長：22.0m
- 幅員：12.0m
- 竣工：1981年

三春町担橋1丁目から八島台1丁目に跨り、一級水系阿武隈川水系桜川支流八島川を渡る。

## 地理

### 通過する自治体
- 福島県
  - 本宮市
  - 郡山市
  - 田村郡三春町

### 交差する道路
本宮市
- 国道4号（福島方面 福島県道30号本宮土湯温泉線重用区間）（本宮字舘町（戸崎ロータリー交差点） 起点）
- 福島県道146号石筵本宮線（本宮字舘町（戸崎ロータリー交差点下部））
- 福島県道355号須賀川二本松線 福島方面（本宮字仲町）
- 福島県道118号本宮岩代線（本宮字荒町）
- 福島県道8号本宮熱海線（福島県道73号二本松金屋線・福島県道355号須賀川二本松線 郡山方面重用区間）（本宮字中條）
- 福島県道73号二本松金屋線 福島方面（高木字舟場）

三春町
- 福島県道116号二本松三春線（平沢字高戸屋）
- 福島県道115号三春日和田線（平沢字札場）
- 福島県道40号飯野三春石川線 福島方面（平沢字担橋）
- 国道288号（福島県道40号飯野三春石川線 石川方面重用区間）（大町（三ツ角交差点） 終点）

### 沿線
- みずいろ公園
- 本宮運動公園
- 本宮市立糠沢小学校
- JR磐越東線 三春駅